# Млада Италија
Млада Италија (итал. La Giovine Italia) је био политички покрет коју је Ђузепе Мацини основао 1831. године. Циљ покрета је било стварање уједињење Италије кроз промовисање опште побуне у италијанским реакционарним државама и у земљама окупираним од стране Аустријског царство. Мацинијево веровање је било да подизање свеопштег устанка креира уједињену Италију.
Млада Италија је основана у Марсељу у јулу 1831. У 1833. години више чланова који су планирали устанак у Савоји и Пијемонту су ухапшени и погубљени од стране сардинијске полиције. Још један неуспех у овим покрајнама је био у фебруару 1834. године, након чега је покрет престао да постоји неко време до 1838. у Енглеској. Даље побуне на Сицилији, Абузу, Тоскавни, Ломбардија-Венецији, Ромањи (1841 и 1845), Болоња (1843) нису успеле. Такође, краткотрајна је било Римска република од 1848-1849, које је сломила француска војска коју је позвао помоћ папа Пије IX.
У међувремену Млада Италија је постала део покрета Млада Европа (креирана 1835), која је била више интернационално оријентисана, заједно са сличним покретима као што су Млада Немачка, Млада Пољска и Млада Швајцарска. 
Мацинијев покрет је у основи престао након последњег револта против Аустрије у Милану у 1853, уништавајући наду демократске Италије у корист реакционарне Пиемонтске монархије, који је постигао национално уједињење неколико година касније.